# جرة كيلنر

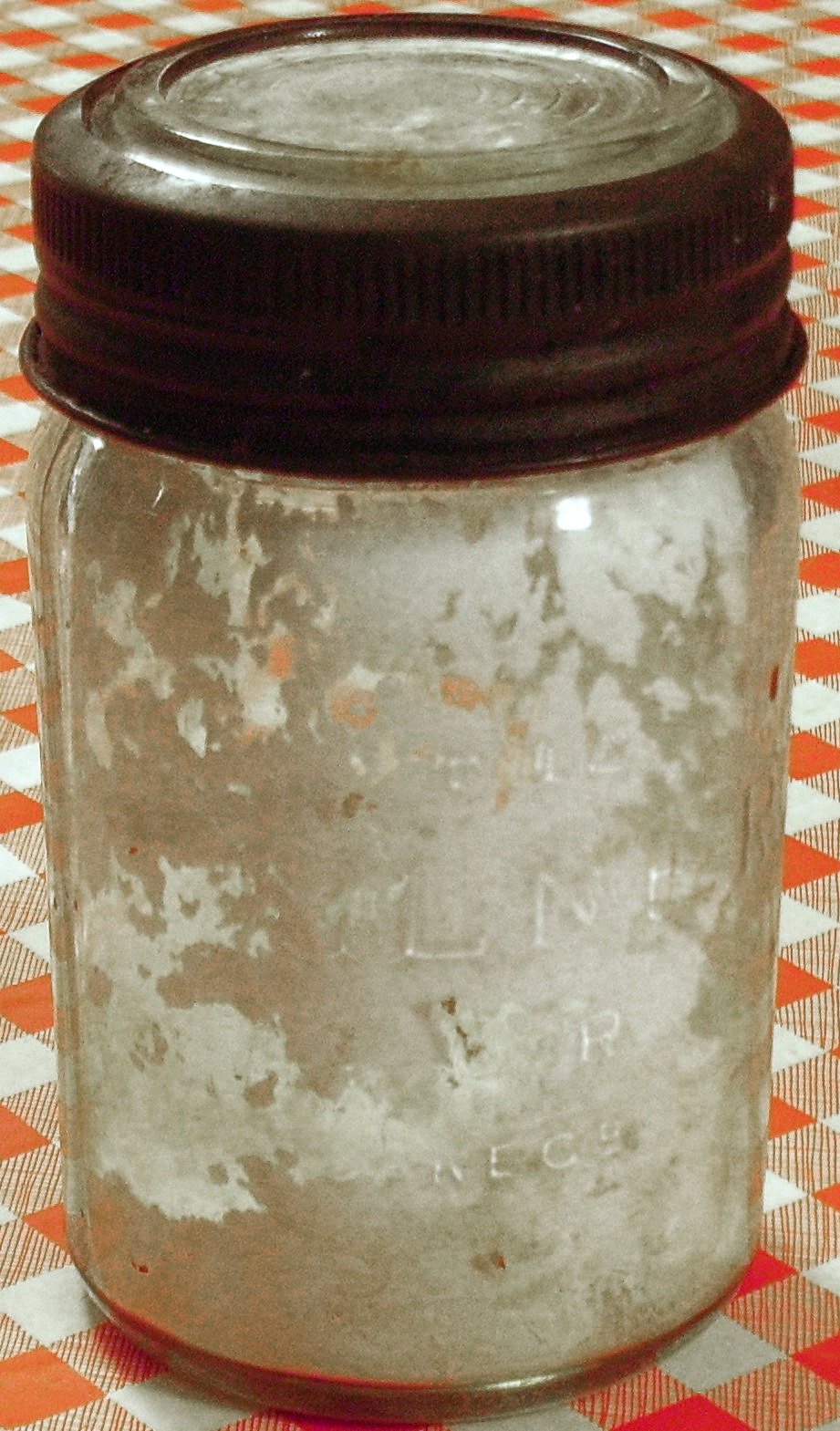
عبوة كيلنر من سنة عام 1928.

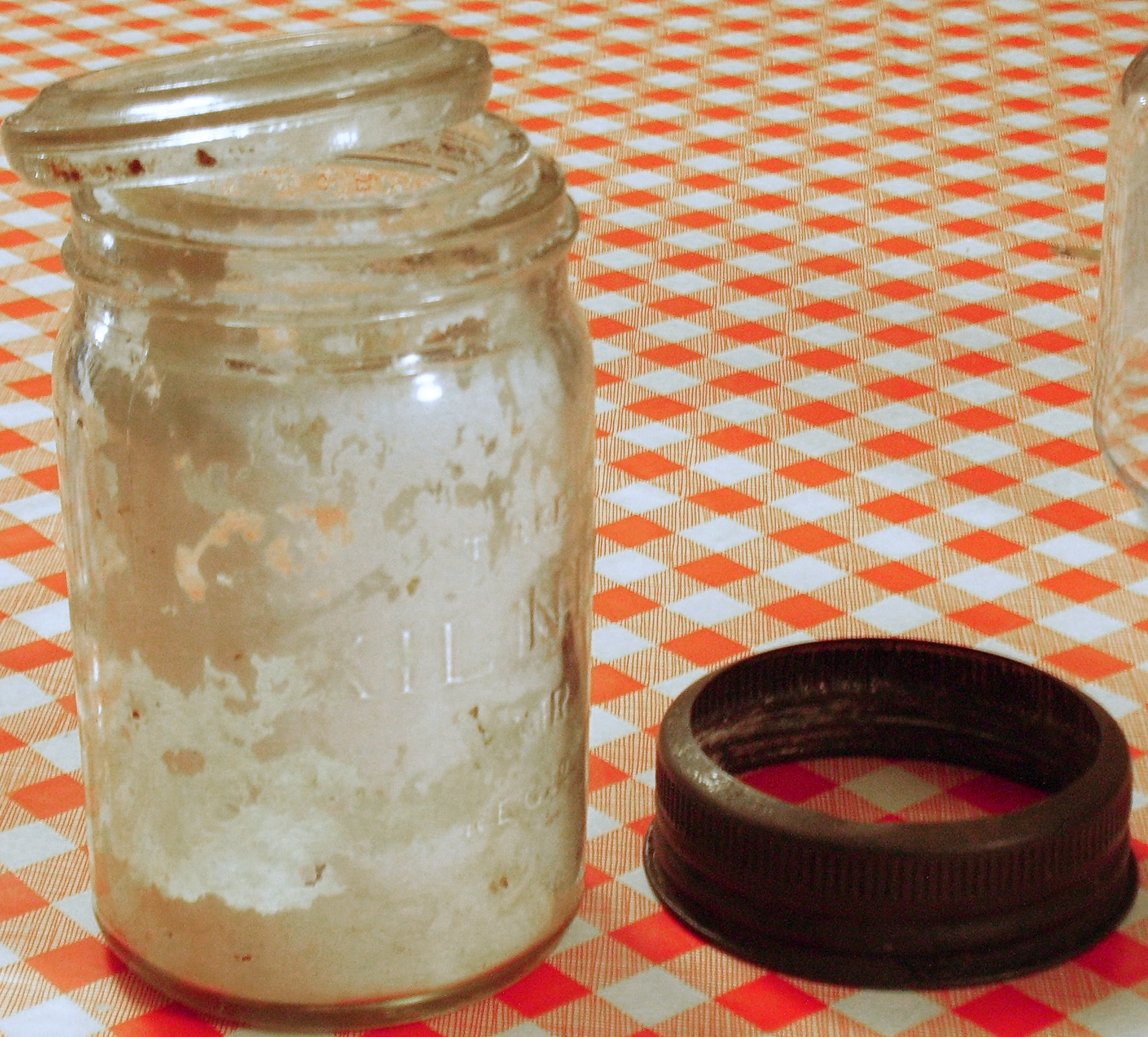
عبوة مفتوحة.

جرة كيلنر منتج لجرة مغطاة بالمطاط ومغطاة بالكبس، تستخدم لحفظ الطعام (تعبئة). أنتجت لأول مرة من قبل جون كيلنر وشركاه في يوركشاير، أنجلترا.

## التاريخ
صنعت جرة كيلنر لأول مره من قب شركة تصنع الزجاج تسمى كيلنر في يوركاشير  عملت شركة كيلنر الأصلية في صناعة الزجاجات منذ عام 1842، وعندما تأسست لشركة لأول مرة حتى عام 1937 وحتى بدأت الشركة في الإفلاس.
أُخذت شركة كيلنر إلى المحكمة في عام 1871 بسبب دخان الفحم القادم من مداخن ثورنهيل ليس، وأمر القاضي بأنه «لا يحق لأي شخص التدخل في إمداد الهواء نقي»، وعلى ذلك اضطرت الشركة إلى إغلاق أبوابها لتحويلها إلى أفران غاز وقد كافحت طوال 66 سنة بالرغم من فقدان 3000 شخص وظائفهم، وفي عام 1937 كان هناك بيع للإفلاس وعلى ذلك تم بيع حقوق براءة اختراع  جرة كيلنر إلى الشركة المتحده لقنّات الزجاج المتحدة بلإضافة إلى حقوق جرة «ميسون» المماثلة لها جدًا والتي صنعت أيضًا من قبل نفس كيلنر.
و في عام 2003 إشترت مجموعة راي وار التصميم والبراءة والعلامة التجارية لجرة كيلنر الأصليه وتواصل إنتاجها اليوم إلى الصين.

## اقرأ ايضاً
- وعاء زجاجي
- جرة ماسون